# Márcio Roberto dos Santos
Márcio Roberto dos Santos (15 de setembre de 1969) és un exfutbolista brasiler.

## Selecció del Brasil
Va formar part de l'equip brasiler a la Copa del Món de 1994.